# زينيتسا

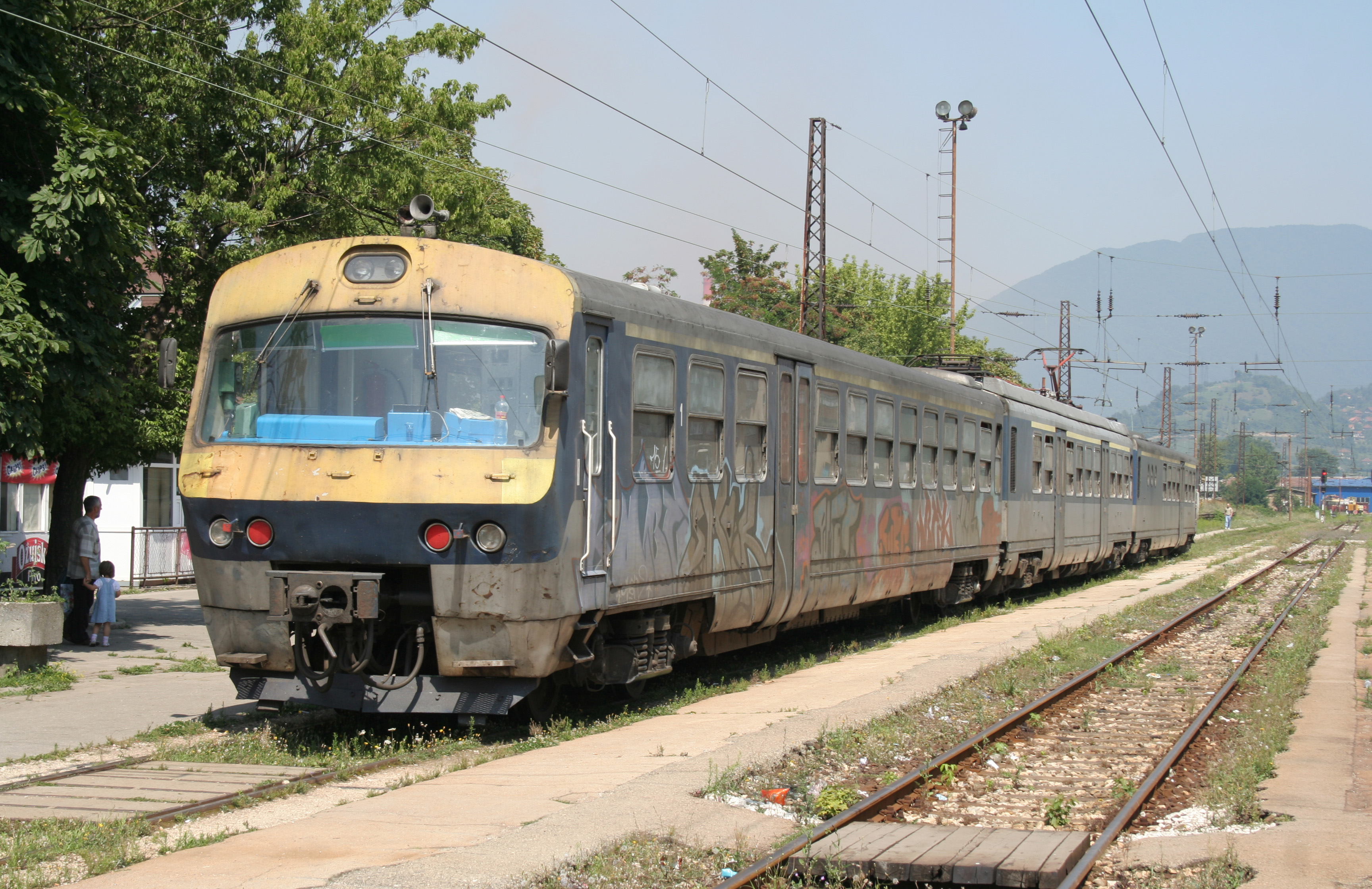

زينيتسا أو زنيتسا (بالبوسنوية: Zenica)‏ مدينة صناعية في البوسنة والهرسك. تعتبر عاصمة مقاطعة «زينيتسا دوبوي». تبعد 70 كيلومترا شمال العاصمة سراييفو. يبلغ عدد سكان المدينة 127,334 نسمة حسب إحصاء سنة 2007 بينما تبلغ مساحتها 499.7 كيلومتر مربع. بها كلية دراسات إسلامية.

## المناخ
يظهر الجدول التالي التغييرات المناخية على مدار السنة لزينيتسا:
| البيانات المناخية لـزينيتسا                   | البيانات المناخية لـزينيتسا | البيانات المناخية لـزينيتسا | البيانات المناخية لـزينيتسا | البيانات المناخية لـزينيتسا | البيانات المناخية لـزينيتسا | البيانات المناخية لـزينيتسا | البيانات المناخية لـزينيتسا | البيانات المناخية لـزينيتسا | البيانات المناخية لـزينيتسا | البيانات المناخية لـزينيتسا | البيانات المناخية لـزينيتسا | البيانات المناخية لـزينيتسا | البيانات المناخية لـزينيتسا |
| الشهر                                         | يناير                       | فبراير                      | مارس                        | أبريل                       | مايو                        | يونيو                       | يوليو                       | أغسطس                       | سبتمبر                      | أكتوبر                      | نوفمبر                      | ديسمبر                      | المعدل السنوي               |
| --------------------------------------------- | --------------------------- | --------------------------- | --------------------------- | --------------------------- | --------------------------- | --------------------------- | --------------------------- | --------------------------- | --------------------------- | --------------------------- | --------------------------- | --------------------------- | --------------------------- |
| متوسط درجة الحرارة الكبرى °م (°ف)             | 3.8 (38.8)                  | 6.9 (44.4)                  | 12.1 (53.8)                 | 16.7 (62.1)                 | 21.5 (70.7)                 | 25.2 (77.4)                 | 27.8 (82.0)                 | 27.6 (81.7)                 | 23.7 (74.7)                 | 17.3 (63.1)                 | 10.0 (50.0)                 | 5.1 (41.2)                  | 16.5 (61.7)                 |
| المتوسط اليومي °م (°ف)                        | 0.4 (32.7)                  | 2.6 (36.7)                  | 7.0 (44.6)                  | 11.2 (52.2)                 | 15.6 (60.1)                 | 19.2 (66.6)                 | 21.1 (70.0)                 | 20.7 (69.3)                 | 17.1 (62.8)                 | 12.0 (53.6)                 | 6.3 (43.3)                  | 2.1 (35.8)                  | 11.3 (52.3)                 |
| متوسط درجة الحرارة الصغرى °م (°ف)             | −3.0 (26.6)                 | −1.7 (28.9)                 | 1.9 (35.4)                  | 5.8 (42.4)                  | 9.8 (49.6)                  | 13.2 (55.8)                 | 14.5 (58.1)                 | 13.9 (57.0)                 | 10.6 (51.1)                 | 6.7 (44.1)                  | 2.7 (36.9)                  | −0.9 (30.4)                 | 6.1 (43.0)                  |
| الهطول مم (إنش)                               | 70 (2.8)                    | 70 (2.8)                    | 64 (2.5)                    | 76 (3.0)                    | 85 (3.3)                    | 88 (3.5)                    | 72 (2.8)                    | 70 (2.8)                    | 72 (2.8)                    | 84 (3.3)                    | 105 (4.1)                   | 96 (3.8)                    | 952 (37.5)                  |
| ساعات سطوع الشمس اليومية                      | 9.5                         | 10.5                        | 12                          | 13.5                        | 14.5                        | 15.5                        | 15                          | 14                          | 12.5                        | 11                          | 9.5                         | 9                           | 12.2                        |
| المصدر: climate-data.org; for sun hours: NOAA |                             |                             |                             |                             |                             |                             |                             |                             |                             |                             |                             |                             |                             |

## توأمة
لزينيتسا اتفاقيات توأمة مع كل من:
- هونيدوارا
- تميرتاو
- زالاجيرسيج
- غلزنكيرشن
- Luleå Municipality [الإنجليزية]‏

## أعلام
- ميرفانا يوجيتش سالكيتش
- برانيمير هرغوتا
- ديان لوفرين
- ملادن كرستاييتش
- دانيس تانوفيتش